# Чандлервілл (Іллінойс)
Чандлервілл (англ. Chandlerville) — селище (англ. village) в США, в окрузі Кесс штату Іллінойс. Населення — 527 осіб (2020).

## Географія
Чандлервілл розташований за координатами 40°2′50″ пн. ш. 90°9′5″ зх. д. / 40.04722° пн. ш. 90.15139° зх. д. (40.047186, -90.151326).  За даними Бюро перепису населення США в 2010 році селище мало площу 2,24 км², уся площа — суходіл.

## Демографія
Згідно з переписом 2010 року, у селищі мешкали 553 особи в 242 домогосподарствах у складі 155 родин. Густота населення становила 247 осіб/км².  Було 286 помешкань (128/км²).
Расовий склад населення:
| - 98,0 % — білих - 0,5 % — чорних або афроамериканців - 0,2 % — азіатів |

До двох чи більше рас належало 0,4 %. Частка іспаномовних становила 1,6 % від усіх жителів.
За віковим діапазоном населення розподілялося таким чином: 23,7 % — особи молодші 18 років, 55,9 % — особи у віці 18—64 років, 20,4 % — особи у віці 65 років та старші. Медіана віку мешканця становила 42,5 року. На 100 осіб жіночої статі у селищі припадало 88,7 чоловіків;  на 100 жінок у віці від 18 років та старших — 84,3 чоловіків також старших 18 років.
Середній дохід на одне домашнє господарство  становив 55 928 доларів США (медіана — 39 792), а середній дохід на одну сім'ю — 61 306 доларів (медіана — 52 614). За межею бідності перебувало 9,8 % осіб, у тому числі 4,4 % дітей у віці до 18 років та 9,2 % осіб у віці 65 років та старших.
Цивільне працевлаштоване населення становило 255 осіб. Основні галузі зайнятості: освіта, охорона здоров'я та соціальна допомога — 18,8 %, виробництво — 14,5 %, транспорт — 11,4 %, оптова торгівля — 11,0 %.